# 辻原康夫
辻原 康夫（つじはら やすお、1948年 - ）は、日本の地理研究家、情報編纂シンクタンク「見聞録」主宰。ノンフィクションライター、地誌研究家、流通経済大学社会学部教授。
広島市生まれ。明治大学文学部卒業。

## 編著書
- 『世界の地名つれづれ紀行』毎日新聞社 ミューブックス　1990年「世界地図から地名を語る本』光文社知恵の森文庫
- 『世界地理の雑学事典 おもしろくてためになる』日本実業出版社 1991年
- 『世界観光データバンク』編著 トラベルジャーナル 1992年
- 『世界の地名ハンドブック』三省堂 1995年
- 『海外旅行地理 1 (アジア・アフリカ・オセアニア編)』ストリーム 旅行業実務テキストシリーズ 1996年
- 『海外旅行地理 2 (ヨーロッパ・アメリカ編)』ストリーム 旅行業実務テキストシリーズ 1996年
- 『国内旅行地理 1 (観光資源ファイル+東日本編)』ストリーム 旅行業実務テキストシリーズ 1996年
- 『国内旅行地理 2 (西日本編)』ストリーム 旅行業実務テキストシリーズ 1996年
- 『最新世界地理の雑学事典 おもしろくてためになる』日本実業出版社 1996年
- 『海外添乗カルチャー教本』ストリーム 旅行業実務テキストシリーズ 1997年
- 『国内添乗カルチャー教本』ストリーム 旅行業実務テキストシリーズ 1997年
- 『民族文化の博学事典 歴史・地理・風俗』日本実業出版社 1997年
- 『旅行主任者試験<国内/一般>国内地理問題集』トラベルジャーナル 科目別アタック 1997年
- 『最新世界の国ハンドブック』森本哲郎監修 編 三省堂 1998年
- 『世界の国旗全図鑑 国旗から海外領土・国際機構・先住民族の旗まで』編著 小学館 1998年
- 『「日本100選」旅案内』編著 トラベルジャーナル 1998年
- 『おもしろくてためになる世界の地名雑学事典』日本実業出版社 1999年
- 『「日本の旅」文化事典』トラベルジャーナル 2000年
- 『世界地図から地名の起源を読む方法 その地名になった、民族や地理上の意外な理由とは?』河出書房新社 Kawade夢新書 2001年
- 『世界の国旗大百科 全672旗』編著 人文社 2001年
- 『古地図から幻の国々を読む方法 伝説の島、大陸、楽園…は確かに存在した?!』河出書房新社 Kawade夢新書 2002年
- 『世界地図から食の歴史を読む方法 料理や食材の伝播に秘められた意外な事実とは?』河出書房新社 Kawade夢新書 2002年
- 『世界の国旗大百科』編著 人文社 2002年
- 『図説国旗の世界史』河出書房新社 ふくろうの本　2003年
- 『世界地名情報事典』編著 東京書籍 2003年
- 『服飾の歴史をたどる世界地図 現在のスタイルになった、意外なルーツと変遷とは?』河出書房新社 Kawade夢新書 2003年
- 『うんちく王 世界なるほど見聞録366日』河出書房新社 Kawade夢文庫　2004年
- 『早わかり世界の国ぐに』平凡社 2004年
- 『人名の世界史 由来を知れば文化がわかる』平凡社新書　2005年
- 『読みたくなる世界史 図解雑学Q&A』編著 ナツメ社 2005年
- 『図解雑学 大発見!あなたの知らない世界地図』ナツメ社 2006年
- 『旅を深める日本文化の知識』中央書院 2006年
- 『招き猫は何を招いているのか 日本人と開運縁起物の世界』光文社知恵の森文庫　2006年
- 『徹底図解世界の国旗 カラー版』新星出版社 2007年
- 『食の歴史を世界地図から読む方法 料理や食材の意外なルーツがわかる イラスト図解版』夢の設計社企画・編集 河出書房新社 2008年
- 『世界の古地図に描かれた「幻の国」を追う 語り継がれてきた"伝説の地"の真相に迫る イラスト図解版』河出書房新社 2011年

## 注
1. ↑  『人名の世界史』著者紹介